# 방켄
방켄(태국어: บางเขน, 영어: Bang Khen District)은 태국 방콕의 50개 구(켓) 중 하나이다.

## 교육
- 프라나 콘 라자 밧 대학교 (화화 아누 사와 리)
- 라 타나 코신 Somphot Bangkhen School, (Khwaeng Tha Raeng)
- 방켄 지구 비공식 및 비공식 교육, (화화 아누 사와 리)
- 크리크 대학교

## 지방 자치구 의회
방켄 구의원은 8명으로 4년 임기를 채우고 있다. 선거는 2006년 4월 30일에 마지막으로 열렸다. 타이락타이당은 8석을 모두 차지했다.